# Даниел Парехо
Даниел Парехо Муньос (на испански: Daniel Parejo Muñoz; роден 16 април 1989 г.) е испански полузащитник, който играе за Виляреал.
Парехо започва професионалната си кариера през 2006 г. в тима на Реал Мадрид Кастиля и записва първото си участие за Реал Мадрид през 2008 г.
След това е част от редиците на Куинс Парк Рейнджърс и Хетафе.
През 2011 г. се присъединява към състава на Валенсия и заедно с него печели Копа дел Рей през сезон 2018–19.
Дебютира за националния отбор на Испания през 2018 г.

## Успехи
Валенсия
- Купа на краля: 2018–19

Испания до 19 г.
- Европейско първенство за юноши до 19 г.: 2007

Испания до 21 г.
- Европейско първенство за юноши до 21 г.: 2011